# Делиево
Дели́ево (укр. Делієве) — село в Дубовецкой сельской общине Ивано-Франковского района Ивано-Франковской области Украины.
Население по переписи 2001 года составляло 473 человека. Занимает площадь 11,326 км². Почтовый индекс — 77173. Телефонный код — 03431.